# Jacques Bounin
Pour les articles homonymes, voir Bounin.
 (mars 2019).
Si vous disposez d'ouvrages ou d'articles de référence ou si vous connaissez des sites web de qualité traitant du thème abordé ici, merci de compléter l'article en donnant les références utiles à sa vérifiabilité et en les liant à la section « Notes et références ».
Jacques Bounin, né le 26 mars 1908 à Paris et mort le 10 décembre 1977 à Nice, est un homme politique français, député, membre de la Résistance intérieure française.

## Biographie
Ingénieur, Jacques Bounin devient conseiller municipal de Nice en 1935. Il est élu député des Alpes-Maritimes le 26 mars 1939, lors d'une élection législative partielle  dans la première circonscription de Nice destinée à remplacer Jean Médecin, élu sénateur. Dans cette élection, il se présente comme « candidat républicain indépendant anti-munichois » et est soutenu par le Parti social français (PSF). Au premier tour, il recueille 3 734 voix soit 22,48 % des suffrages et devance de peu le candidat communiste Albert Robini (22,25 %), le radical Marcel Sableau (18,92 %) et le candidat du Parti populaire français (17,74 %). Au second tour, il est élu avec 8 000 voix soit 47,90 % des suffrages, face à Albert Robini (28,99 %) et Marcel Sableau (22,31 %). Après son élection, il signe dans un premier temps une déclaration d'entente avec le groupe des Républicains indépendants et d'action sociale,. En juillet 1939, il adhère au Parti social français et à son groupe parlementaire. Il vote le 10 juillet 1940 les pleins pouvoirs constituants au maréchal Pétain,. 
Sous l'Occupation, il prit part aux premières tentatives organisées de la résistance intérieure française en liaison avec la France libre par l’intermédiaire de la Suisse.
Avec Léon Perrier et Pierre Julitte, il organisa à Nice deux services d’action et de renseignements : « Réseau Groussard », « Eric de Genève ». Jacques Bounin fut l’un des fondateurs en zone sud du Front national (1941-1942) dont il sera membre du comité directeur.
Il fut nommé, le 26 mai 1944, Commissaire de la République à Montpellier d'où il administra six départements : l’Hérault, le Gard, l’Aude, les Pyrénées-Orientales, l’Aveyron et la Lozère. Il prit l’initiative des manifestations du 14 juillet 1944 qui servirent de répétition générale à l’insurrection nationale dans la région, qu’il organisa peu après.
Il est battu dans la sixième circonscription des Alpes-Maritimes aux élections législatives de 1958 : avec 11,6 % des voix au premier tour, il se retire du second tour.
En décembre 1976, alors conseiller municipal délégué aux affaires culturelles de la ville de Nice, il donne sa démission, affirmant être en désaccord avec la gestion de la municipalité par Jacques Médecin depuis 1974. Depuis plusieurs mois, il s'opposait au maire de Nice, intervenant en séance du conseil municipal pour contester de « mauvaises méthodes de travail » ainsi que le jumelage de la ville avec Le Cap.
Les papiers personnels de Jacques Bounin sont conservés aux Archives nationales sous la cote 388AP.